# E-Doll
e-Doll è un romanzo di fantascienza noir di Francesco Verso. Con questo secondo romanzo Francesco Verso si è aggiudicato il premio Urania Mondadori 2008 ed è stato pubblicato come n. 1552 della collana Urania nel novembre del 2009.
Il titolo del romanzo prende spunto da una categoria di androidi creati allo scopo di servire nella prostituzione e per simulare la morte stessa. Contrariamente allo standard dell'androide nella fantascienza classica, gli e-Doll non vengono considerati come degli esseri socialmente emarginati, ma piuttosto come delle persone che la gente apprezza e talvolta ammira.
La storia prende l'avvio dal ritrovamento di un e-Doll, manomesso al punto di non poter essere più recuperato. L'intreccio procede poi seguendo tre diversi personaggi: Igor Gankin, l'investigatore che segue il caso di omicidio; Angel, un e-Doll; e Maya Kursilova, una ninfetta che imita gli e-Doll fino al punto di spacciarsi per una di loro. Le tre storie finiranno per convergere nel finale, dove il mistero sarà risolto.

## Edizioni
- Francesco Verso, e-Doll, collana Urania, n. 1552, Mondadori, 2009.
- Francesco Verso, e-Doll, Kipple Officina Libraria, 2012, ISBN 9788895414867.
- Francesco Verso, e-Doll, collana Future Fiction, Mincione Edizioni, 2015.